# Antonín Procházka (malíř)

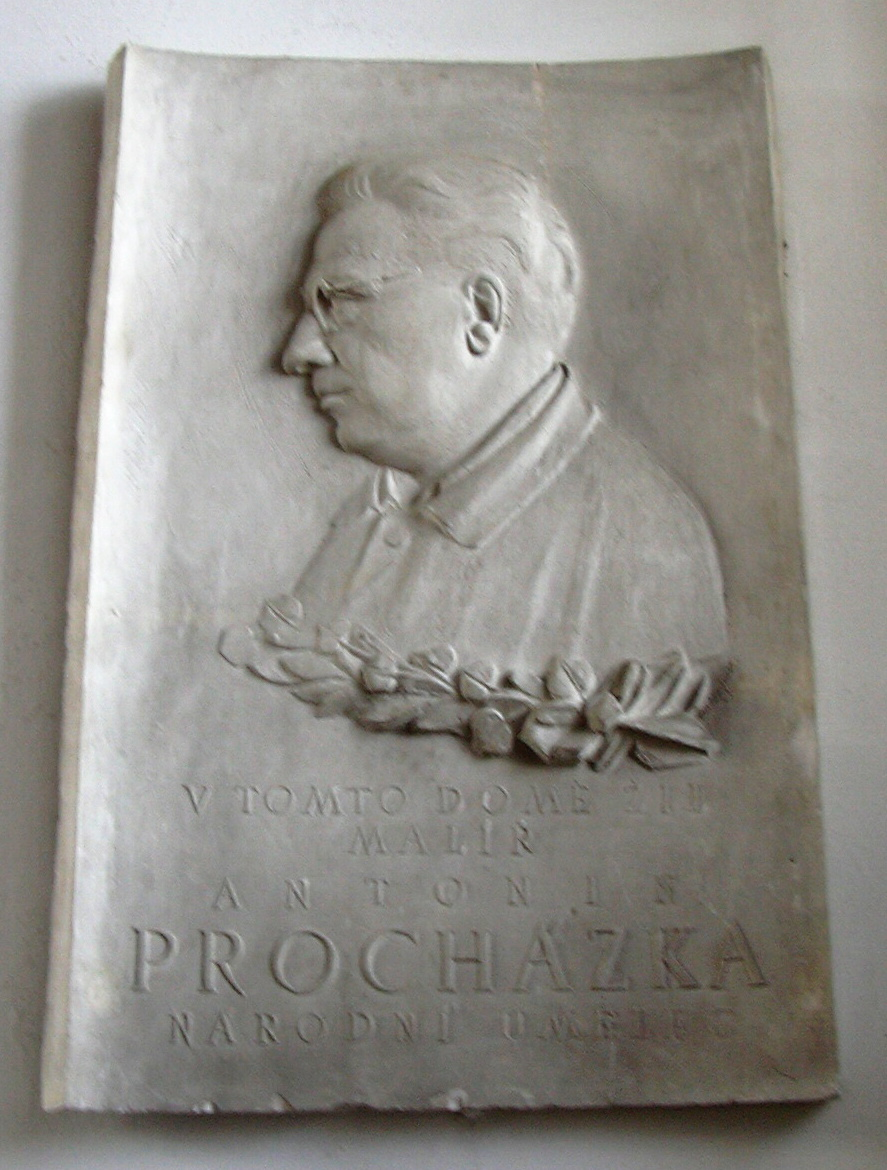
Pamětní deska ve Vážanech

Antonín Procházka (5. června 1882 Vážany – 9. června 1945 Brno) byl český malíř, grafik a ilustrátor, manžel malířky Linky Procházkové.

## Život
Po ukončení gymnázia v Kroměříži v roce 1901 studoval na Uměleckoprůmyslové škole a Akademii výtvarných umění v Praze u Vlaha Bukovace, Hanuše Schwaigera a Maxe Švabinského. Byl členem Osmy, účastnil se obou výstav v letech 1907 a 1908. Byl také členem Spolku výtvarných umělců Mánes (1907–1911 a 1923–1929). V letech 1907–1908 cestoval po celé Evropě, v Německu se seznámil s malířkou Linkou Scheithauerovou, se kterou se v roce 1908 v Berlíně oženil. V roce 1911 se stal členem Skupiny výtvarných umělců. Od roku 1924 žili manželé v Brně, Procházka zde zpočátku učil na dívčím gymnáziu kreslení.
V roce 1946 byl posmrtně jmenován národním umělcem. V Brně-Pisárkách je po něm pojmenována ulice.

## Dílo
Jeho dílo je z počátku expresionistické, ovlivnil jej jako další členy Osmy převážně Edvard Munch, postupně přechází ke kubismu. Po roce 1925 opouštěl kubismus a přešel k vlastní verzi novoklasicismu. Od roku 1904 do roku 1945 vytvořil přes 140 maleb, často velmi monumentálních – kompozice pro brněnskou právnickou fakultu Prométheus přináší lidstvu oheň (1938) zaujímá celkem 80 m².
Vytvořil rovněž řadu drobnějších plastik, návrhů soch a modelů. Mezi ně patří i série bronzových jezdeckých soch prezidenta T.G.Masaryka (cca do 1 m), které lze spatřit i v Muzeu TGM v Lánech.

## Galerie

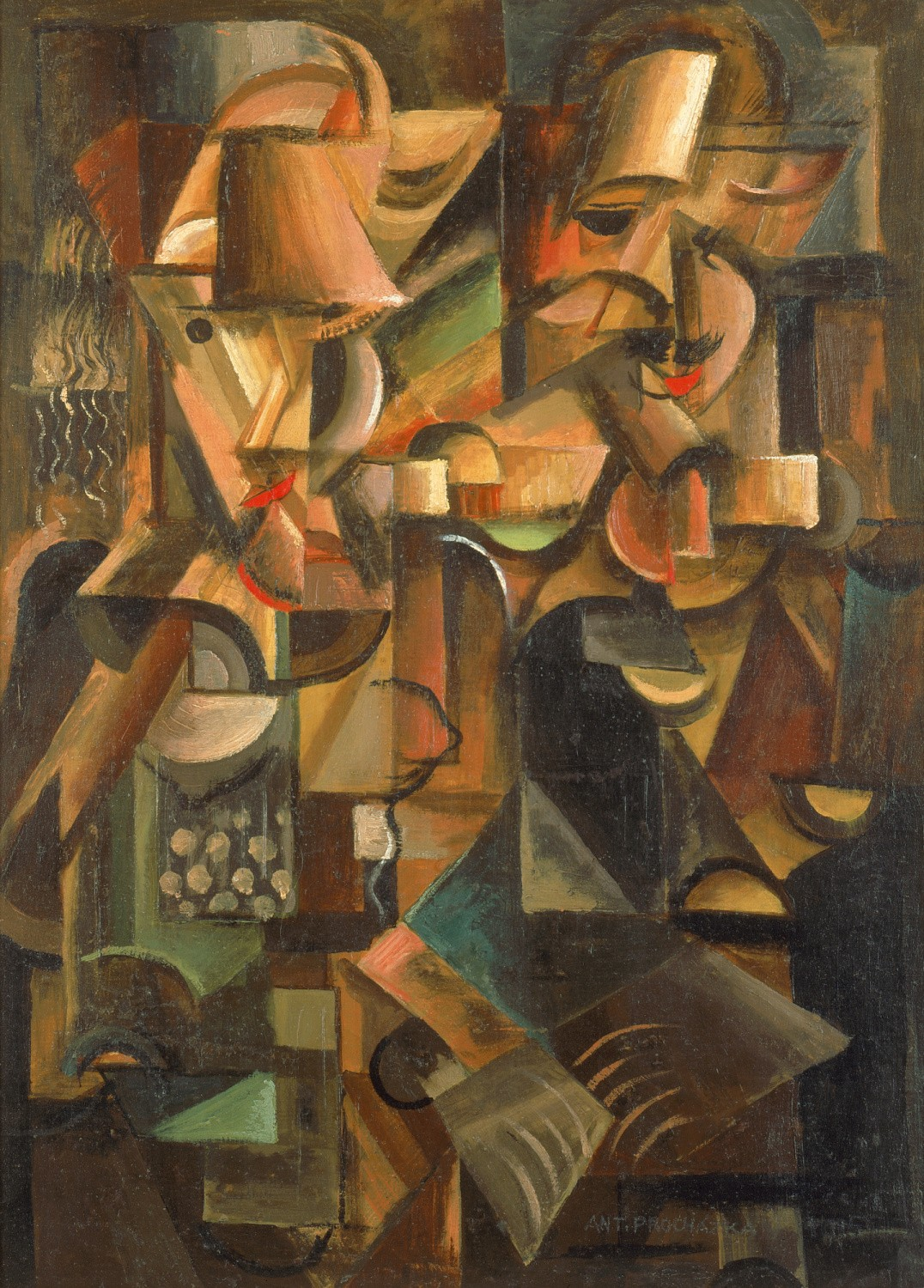
Antonín Procházka – Muž a žena (1915)
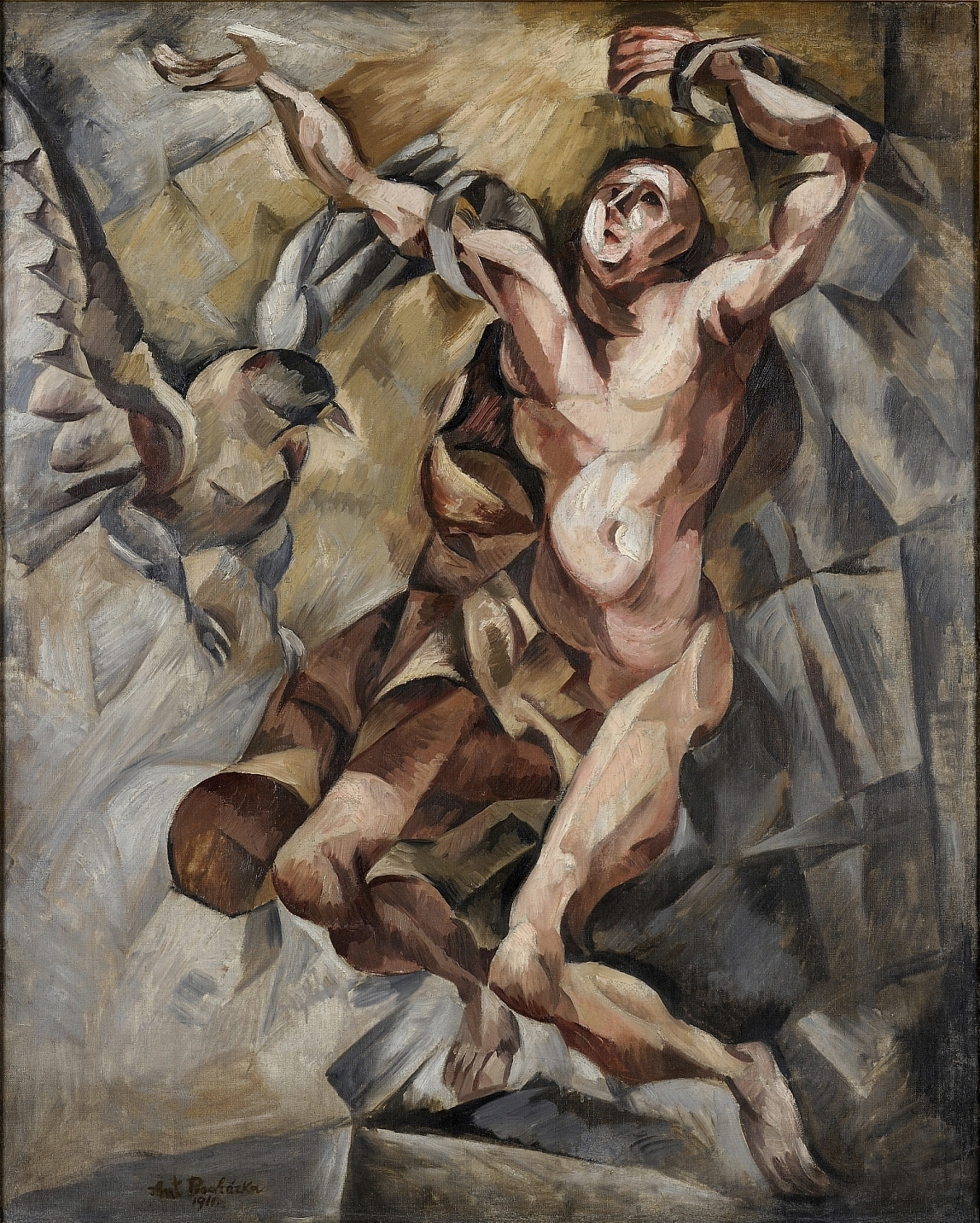
Antonín Procházka – Prométheus (1911)
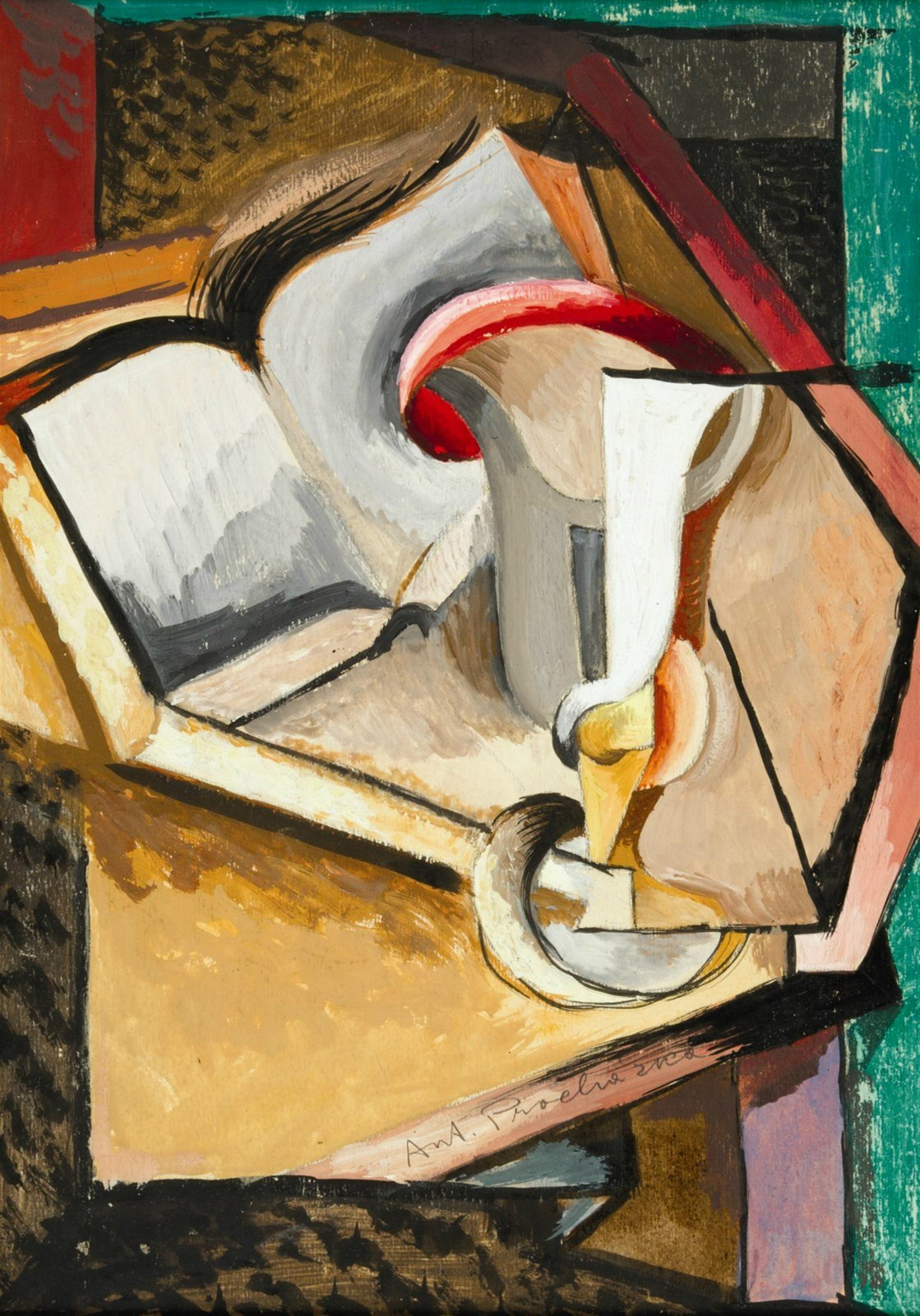
Antonín Procházka – Zátiší s pohárem a knihou (1915)
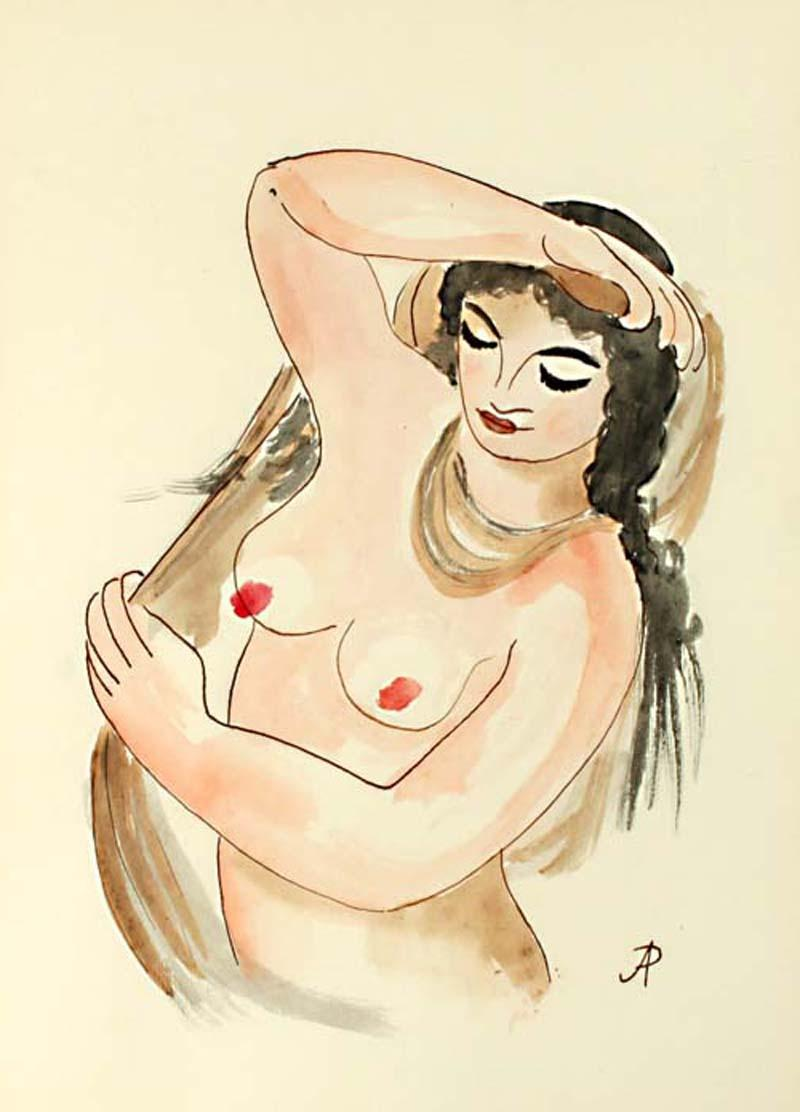
Antonín Procházka – Dívka s šátkem

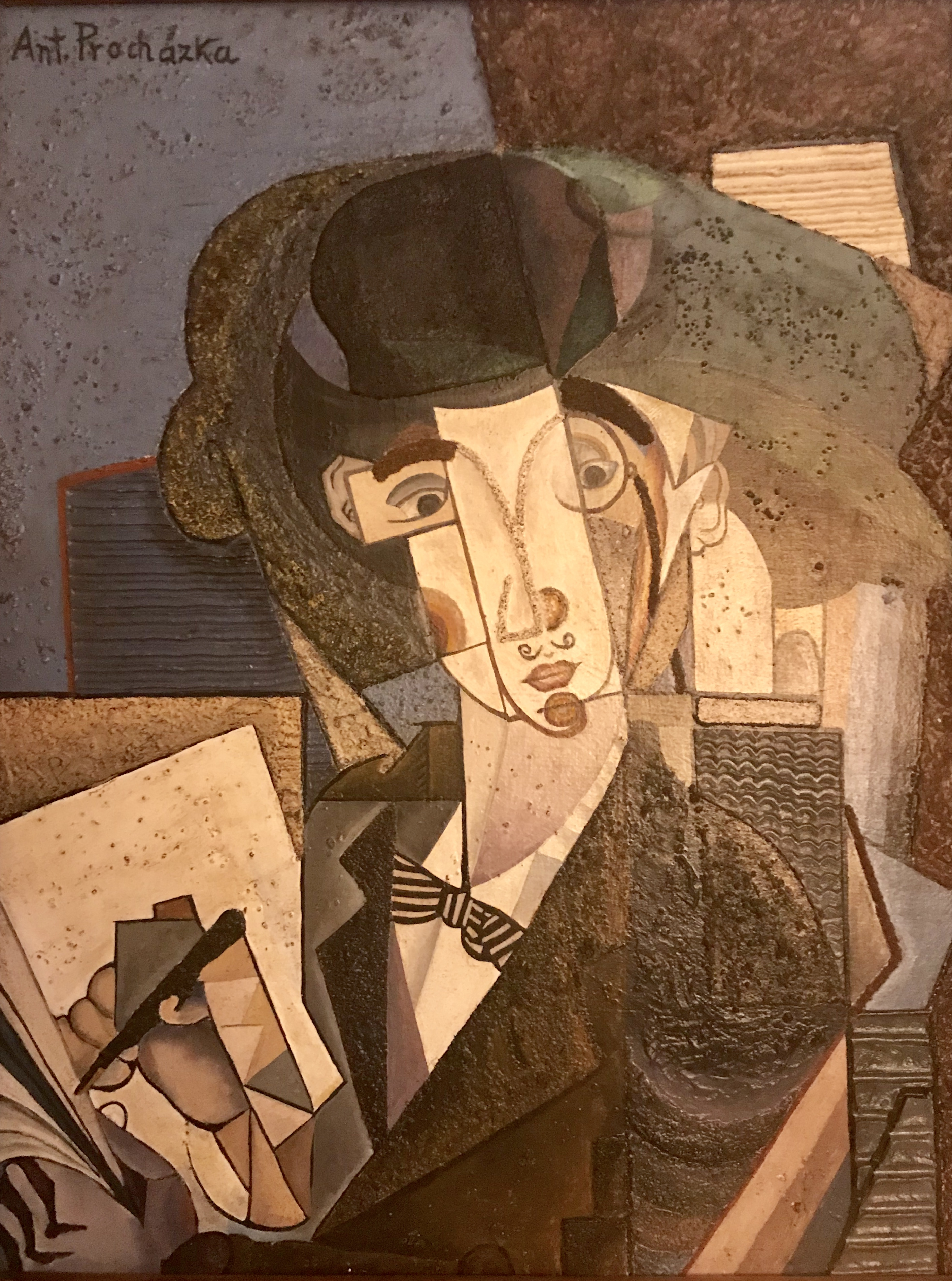
Kombinovaná technika – olej na dřevěném povrchu. Jeden z nejlepších Procházkových příkladů kubistického portrétu.